# Neuenkirchen (Pomerania Occidental-Rügen)
Neuenkirchen es un municipio situado en el distrito de Pomerania Occidental-Rügen, en el estado federado de Mecklemburgo-Pomerania Occidental (Alemania), a una altitud de 3 metros. Su población a finales de 2016 era de 300 habs. y su densidad poblacional, 12 hab/km².
Se encuentra al norte de la isla de Rügen, junto a la costa del mar Báltico.